# Masaoka Shiki
Masaoka Shiki (正岡 子規, Masaoka Shiki, 14 de Outubro de 1867 – 19 de Setembro de 1902) foi o pseudónimo do autor, poeta, critico literário e jornalista do período Meiji, no Japão. O seu verdadeiro nome era "'Masaoka Tsunenori"' (正岡 常規), mas quando criança era chamado "'Tokoronosuke"' (処之助). Mais tarde mudou o seu nome para "'Noboru"' (升). Shiki é hoje em dia muitas vezes creditado como tendo revitalizado as formas poéticas de haiku e tanka. Apesar de as suas ideias e teorias terem sido consideradas como revolucionárias pelos seus contemporâneos, ele permaneceu, grosso modo, dentro das regras e formatos tradicionalmente estabelecidos, em oposição aos seus mais radicais sucessores em verso livre. É visto como um dos grandes mestre do haiku, junto com Bashō, Buson e Issa.